# Carla Cardona
Carla Cardona este o actriță și o cântăreață de origine mexicană.
1. ↑  „Carla Cardona”, Internet Movie Database, accesat în 12 iulie 2016